# Il capitano della legione
Il capitano della legione (Sénéchal le magnifique) è un film del 1957 diretto da Jean Boyer.

## Trama
Senechal è un attore che non gode la totale fiducia da parte del suo agente teatrale Carlini. Un giorno si trova improvvisamente isolato dalla sua troupe che ha interrotto la rappresentazione per una scelta dell'impresario, che vuole tagliare così le spese. Rimasto solo e senza bagaglio, ha indosso solo la divisa di scena di Capitano della Legione straniera e per questo viene creduto un vero militare. Suo malgrado si trova ad essere ospite del colonnello Trochu, comandante del locale comando militare della cittadina di Dreux. Tornato a Parigi continua a frequentare il bel mondo grazie ai costumi di scena che affitta di volta in volta fino a finire in tribunale.